# عصابة شارع 18
عصابة شارع 18 المعروف أيضا في أمريكا الوسطى باسم (كالي 18)، (باريو 18)، (مارا 18)، أو (لا 18) هي منظمة إجرامية متعددة الجنسيات والأعراق بدأت كعصابة شوارع في لوس أنجلوس، لتصبح أكبر عصابة إجرامية في لوس أنجلوس وحاليا تنشط خصيصا في المكسيك وأمريكا الوسطى. ويقدر مجموع أعضاء العصابة بأكثر من 65000 عضوا منهم عشرات الآلاف في مقاطعة لوس أنجلوس فقط.